# Mikuláš Wesselényi
Mikuláš Wesselényi (slovensky též Vešeléni, Vesseleni, 14. února ?, Trenčianske Teplice – 4. února 1666, Banská Bystrica) byl uherský šlechtic pedagog a jezuita z rodu původem ze hornouherské (slovenské) župy Novohrad.

## Rodina

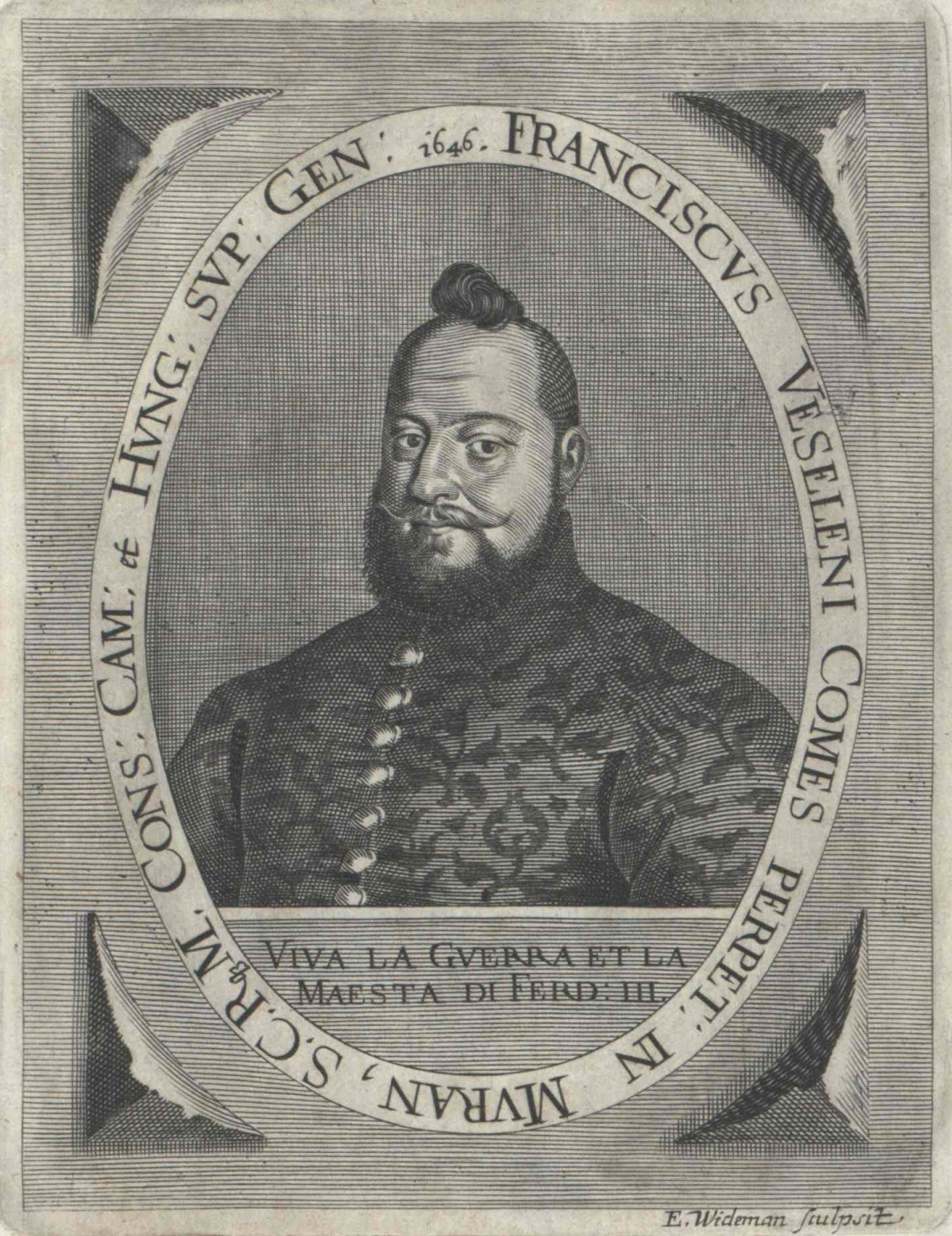
Bratr František Wesselényi

Mikuláš Wesselényi se narodil v Trenčianske Teplice jako syn Štěpána Wesselényiho a jeho manželky Kateřiny roz. Deršfiové. Jeho bratr František Wesselényi byl politik, vojenský kapitán Horního Uherska a palatin Uherského království. Byl jedním vůdců tzv. Wesselényiho“ protihabsburského spiknutí.
V roce 1626 Mikuláš Wesselényi vstoupil do jezuitského řádu a stal se doktorem filozofie. Filozofii, teologii a fyziku poté přednášel na Královské univerzitě v Trnavě. Byl rektorem bratislavského sboru, představený dómu sv. Alžběty v Košicích a členem představenstva jezuitské školy v Trenčíně.
Byl autorem několika filozofických disputací.